# Hans Wolff-Grohmann

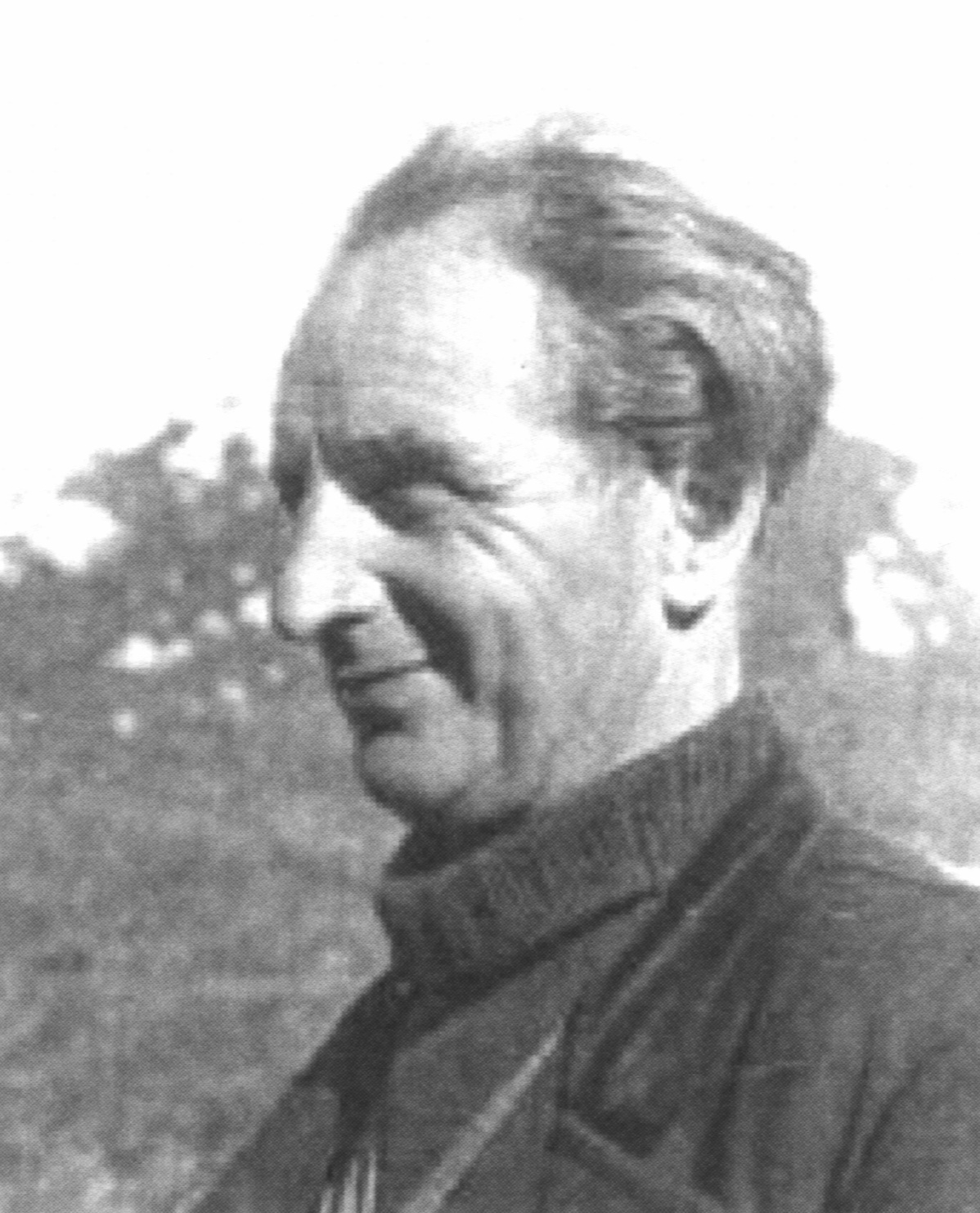
Hans Wolff-Grohmann, 1948;
Foto: Sabine Wolff-Grohmann

Hans Wolff-Grohmann (* 4. April 1903 in Berlin-Tiergarten; † 15. Januar 2000 in Berlin-Dahlem) war ein deutscher Designer, Musiker und Architekt der Moderne, der im Berliner Raum viele Entwürfe realisieren konnte. Auch außerhalb von Berlin und im Ausland stehen Bauten von Wolff-Grohmann.

## Kindheit und Jugend

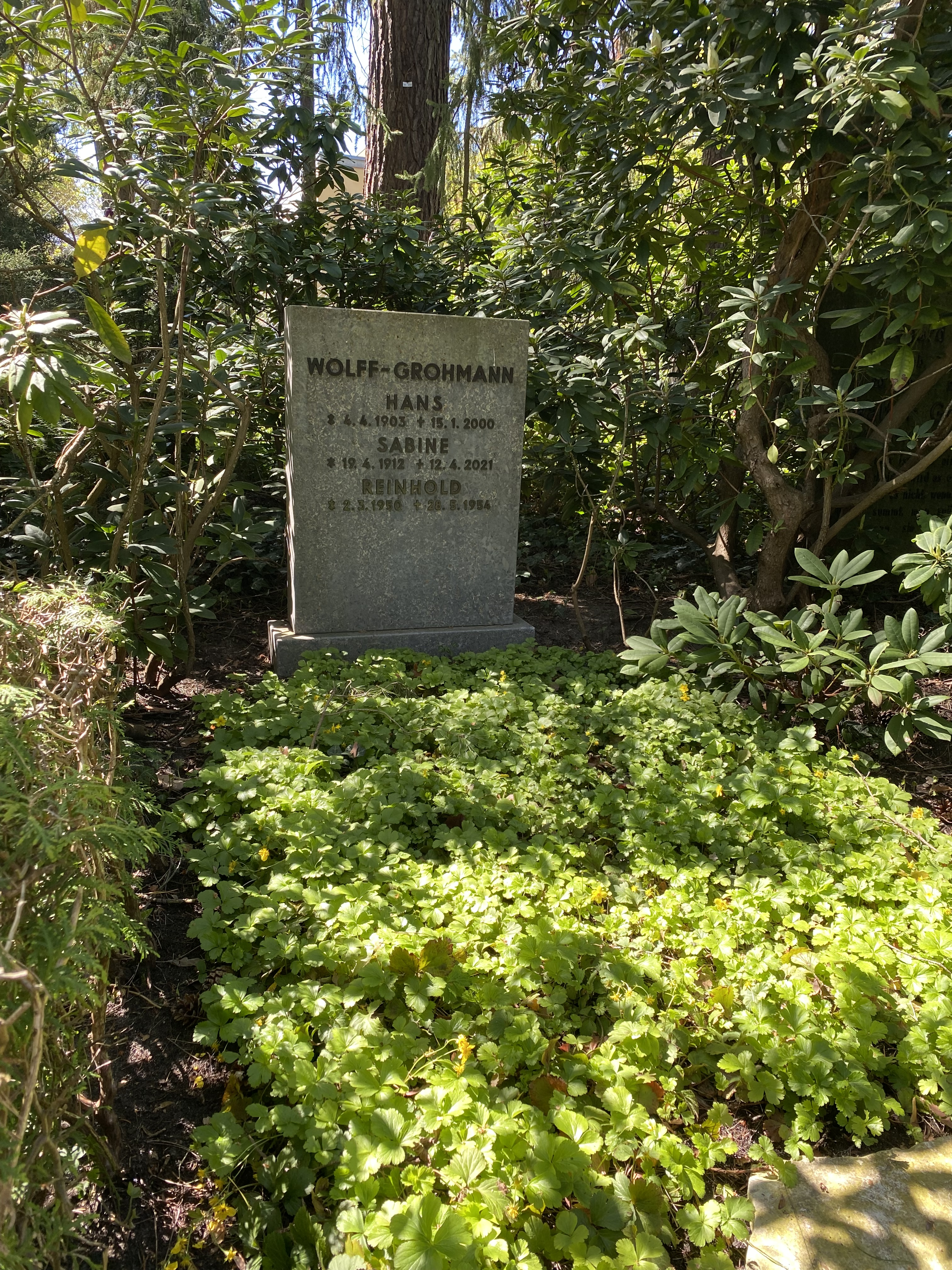
Grabstätte auf dem Waldfriedhof Dahlem

Der Vater von Hans Wolff-Grohmann, Rudolf-Anton Wolff, war in der Bellevuestraße in Tiergarten im Hause eines „äußerst großbürgerlichen“ Onkels aufgewachsen. Sein Großvater war der Kommerzienrat Friedrich Wilhelm Wolff, ein Mitbegründer der Allianz-Versicherungsgesellschaft und weiterer Gesellschaften. Der Großvater mütterlicherseits, Wilhelm Grohmann, stammte aus dem Salzburger Land und war Kupferstecher, Königlicher Bibliothekar in der Hochschule der Künste und Bibliothekar im Verein Berliner Künstler in Berlin sowie ein eifriger privater Sammler von Grafiken.
Im Jahre 1901 wurde Wolfgang als erster Sohn der Familie Wolff geboren, 1903 kam Hans Heinz Wolff auf die Welt. Die Kindheit verbrachte er in der Tiergartengegend, wo er mit den Eltern in der Magdeburger Straße wohnte; 1908 zog die Familie in die Prinzregentenstraße 83 nach Berlin-Wilmersdorf.
Beim mehrmaligen Besuch eines Onkels, Reinhold Grohmann, der als begabter Maler im Atelier des Künstlers Arthur Kampf in der Hochschule der Künste (damals noch Vereinigte Staatsschulen für freie und angewandte Kunst) tätig war, hatte der junge Wolff-Grohmann erste künstlerische Erlebnisse. Weitere Anregungen zur Beschäftigung mit Kunst erfuhr er bei Museumsbesuchen mit seiner Mutter sowie durch die Sammlungen von Kunstzeitschriften und Nippes-Figuren. Bei gemeinsamen Reisen vermittelte ihm die Mutter durch aufmerksame Betrachtung von Landschaften und Bauten, insbesondere Kirchen, erstes Verständnis für „städtebauliche Erlebnisse“. Auch in große Ausstellungen und zu musikalischen Veranstaltungen wurde er mitgenommen. Diese Vielfalt führte dazu, dass er sich frühzeitig in einzelnen Stilrichtungen sowohl im Hochbau als auch in der Inneneinrichtung bis hin zu Keramiken und Porzellan auskannte.
Ein Kindheitserlebnis begründete das stete Interesse von Wolff-Grohmann an Theater, Bühnenbildern und Gestaltung. Mit dem großen Bruder und mit Freunden baute er ab 1912 ein eigenes Modelltheater mit allen künstlerischen und technischen Ausstattungen inklusive Beleuchtung, auch eine funktionierende Drehbühne hatte er dafür konstruiert. Mithilfe käuflich erworbener Theaterpuppen und -Dekorationen erfolgten zu besonderen familiären Anlässen Vorführungen bekannter Dramen in eigener Adaption (Faust, Jungfrau von Orléans u. a.) – das Theater und die Bühne begleiteten Hans Wolff-Grohmann ein ganzes Leben lang. Das Theatermodell wurde in einer früheren Ausstellungshalle am Zoologischen Garten als Beispiel handwerklicher Arbeiten einer Schülergruppe der Öffentlichkeit präsentiert.
Die Schulausbildung erhielt Hans Wolff-Grohmann in der Treitschke-Realschule, dem heutigen Friedrich-Ebert-Gymnasium. Nach Erzählungen seiner Eltern stand frühzeitig fest, dass er Baumeista wärn will (eigene Worte).
Wie viele Kinder aus dem Beginn des 20. Jahrhunderts fuhr Hans Wolff-Grohmann in den Ferien häufig zu Verwandten oder Freunden in andere Städte wie Hamburg, München, Travemünde, Arnstadt oder „aufs Land“ u. a. nach Zinnowitz, in das Schloss Reuthen bei Spremberg oder nach Berchtesgaden.
Hans Wolff-Grohmann heiratete 1939 Sabine, geborene Froeschke, und sie zogen in eine eigene Wohnung. Das Paar hatte zwei Kinder – Reinhold und Thomas.
Seit dem frühen Tod der Mutter (1922) trug Hans den Doppel-Nachnamen Wolff-Grohmann, erst kurz nach dem Ende des Zweiten Weltkrieges ließ er sich dies beurkunden.
Hans Wolff-Grohmann war Mitglied im Bund Deutscher Architekten.
96-jährig verstorben, wurde Wolff-Grohmann auf dem Waldfriedhof Dahlem beigesetzt. Die Grabstätte liegt im Feld 006-4.

## Künstlerische Entwicklung

### 1920 bis 1932
Nach dem Schulbesuch erlernte Wolff-Grohmann in einem kleinen Baugeschäft den Maurerberuf. Es folgte ein kurzes Studium an der Städtischen Handwerker- und Baugewerksschule, danach setzte er seine künstlerische Ausbildung bei Alfred Grenander und Bruno Paul in den Vereinigten Staatsschulen für freie und angewandte Kunst fort. Von seinen Lehrern wurde das Prinzip der komplexen Entwürfe „vom Messer bis zur Dachrinne“ vermittelt und vom Nachwuchs übernommen. Während des Studiums entstanden erste architektonische Entwürfe.
Nach der Ausbildung in Berlin begann seine Tätigkeit zunächst mit Entwürfen moderner Holzmöbel für die Erdmannsdorfer Möbelfabrik in Schreiberhau, danach (um 1930) schuf er Stahlmöbel für die Firma Thonet. Auch mit Lampenentwürfen und kompletten Inneneinrichtungen befasste sich Wolff-Grohmann in dieser Zeit. Erste architektonische Arbeiten führte er bei Hans Jessen (Mitarbeit am Entwurf für ein Gemeindehaus in Dahlem), bei Emil Schaudt (Ausführung eines Umbauprojektes für das Kaufhaus des Westens) und als freier Mitarbeiter bei Harry Rosenthal aus. Nachdem sich Wolff-Grohmann an einem Wettbewerb für eine Ladeneinrichtung des dreietagigen Verkaufshauses der Firma Blüthner am Kurfürstendamm (1929) beteiligt und den 1. Preis gewonnen hatte, führte er als erste eigene Arbeit auf dem Gebiet der Architektur nun den Bau aus.
In den Jahren der Weltwirtschaftskrise gab es für Architekten kaum Aufträge, deshalb ging Wolff-Grohmann zu Verwandten in das Jeverland, zunächst nach Wiarden, dann nach Jever und Oldenburg. Er arbeitete als Jungknecht in der Landwirtschaft und leistete alle anfallenden Arbeiten. Gleichzeitig entwickelte er seine Freude am Musizieren weiter und nutzte die Zeit zur Erlangung des Organistenexamens. Orgelspiel blieb immer seine Leidenschaft, so trat er mehrfach bei Kirchenkonzerten auf. Privat betrieb er diese Musik später auf einer elektronischen Heimorgel.
Sein Hauptaugenmerk richtete Wolff-Grohmann auf Architektur. Nachdem er zunächst traditionelle Vorbilder für seine Gebäude wählte, fand er mit kubistischen und farbigen Elementen sowie mit der Verwendung von modernen Materialien bald zu einem eigenen Stil.
1929 beteiligte sich Wolff-Grohmann gemeinsam mit Alfred Gellhorn als inzwischen freiberuflich Tätiger am Wettbewerb zur städtebaulichen Gestaltung des Alexanderplatzes; ihr Entwurf wurde jedoch nicht angenommen. 1932 wurde er Mitarbeiter der Architekten Hermann Muthesius und Peter Behrens in Berlin. Unter Alfred Grenander arbeitete er beim Entwurf und Bau der Berliner U-Bahnhöfe Hallesches Tor und der U-Bahn-Überführung Dennewitzer Straße mit.

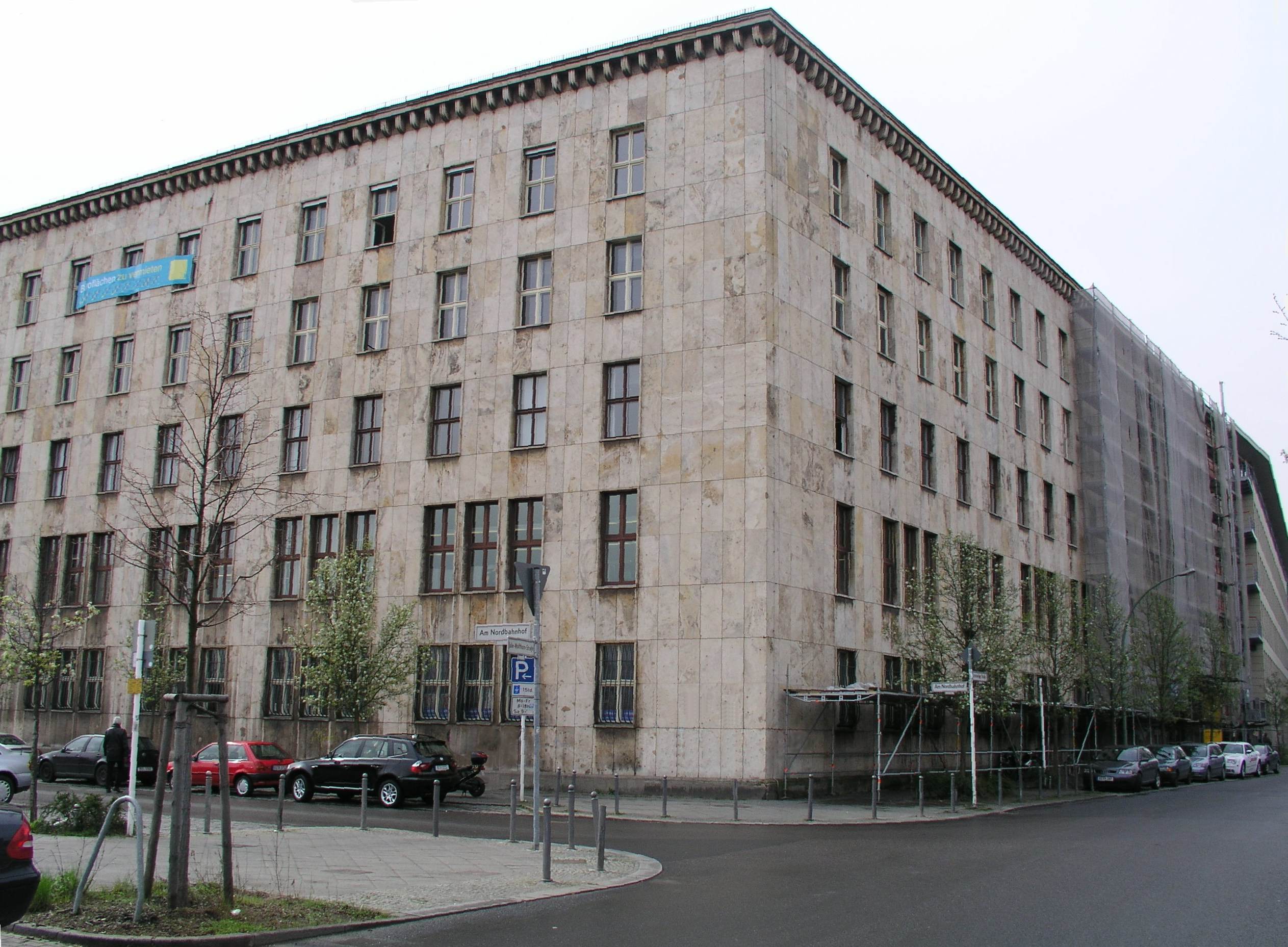
Gesamtansicht des nach Wolff-Grohmanns Plänen gebauten Postamts in Berlin-Mitte

### 1933 bis 1945
In den Jahren des Nationalsozialismus in Deutschland bekam Wolff-Grohmann eine Anstellung im Reichspostministerium, wo er unter Leitung von Ministerialrat Georg Werner zusammen mit neun anderen Architekten arbeitete. In dieser Zeit entstanden die Pläne für die Postämter am Nordbahnhof in Berlin-Mitte (1934–1935), am Mönckebergdamm in Hamburg (1935–1939), für die Rundfunk-Sendeanlagen auf dem Brocken im Harz sowie zahlreiche andere funktionale und auch Wohngebäude. Auch an Planungen für einen Erweiterungsbau des Reichspostministeriums und an einer Dieselhalle in Zeesen – die jedoch nicht ausgeführt wurden, – war er beteiligt. Nebenher entwarf er Grundtypen von Konzerthäusern, Kaufhäusern, Hotels, Kirchen, Museen und Brücken.
Vor Kriegsende machte sich Wolff-Grohmann wieder selbstständig und erstellte gemeinsam mit Heinrich Zeller Wiederaufbaupläne für zerstörte Siedlungen und Städte wie Wittstock, Luckau, Luckenwalde, Spremberg. 1941 wurde Wolff-Grohmann für den Wehrdienst in eine Kaserne nach Strausberg eingezogen, doch Zeller erwirkte für ihn eine Freistellung. Dienstlich musste er sich anschließend mit dem Ausbau von Luftschutzkellern und einem unterirdischen Bunker befassen. Ab 1943 reiste er mit seiner Frau auf Einladung des befreundeten Malers Rolf Cavael nach Garmisch-Partenkirchen. Dort erlebte die Familie das Ende des Krieges mit dem Einzug einer Panzereinheit der US-Armee.

### 1945 bis 1950
Nach dem Krieg richtete Wolff-Grohmann in Garmisch-Partenkirchen ein Architekturbüro ein und erhielt durch die Münchner Firma Löwenbräu Aufträge zum Innenausbau von Gaststätten mit der Vorgabe „im echten bayerischen Barockstil“. Mit dem gleichzeitigen Entwurf und Bau von Bühnenbildern, von Kostümen und der Arbeit als Beleuchter bei den Garmisch-Partenkirchner Kammerspielen gelang ihm die Sicherung seines Lebensunterhalts. Seine Frau verdiente als Kinderbetreuerin bei einem amerikanischen Major ebenfalls etwas Geld. Hans Wolff-Grohmann beteiligte sich frühzeitig an neuen Wettbewerben in seiner Heimatstadt Berlin; bis 1950 blieb er in Garmisch-Partenkirchen wohnen. Danach zog die Familie zurück nach Berlin in das Haus der Schwiegereltern in der Max-Eyth-Straße.

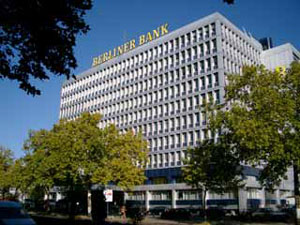
Verwaltungsgebäude der Berliner Bank, 1950/1951 von HWG

Noch von Garmisch-Partenkirchen aus erarbeitete er eine städtebauliche Lösung Rund um den Zoo in Berlin, in dem Gewerbeneubauten eine vorrangige Rolle spielten. Der Entwurf sah vor allem eine Beibehaltung historischer Straßenführungen und der sogenannten Berliner Traufhöhe (22 m) vor.

### 1951 bis 2000
Durch eine Ausstellung zu seinen bisherigen Werken (Juli 1951 in Berlin-Charlottenburg) wurde Wolff-Grohmann besser bekannt und bekam Kontakte zu neuen Auftraggebern. Darüber hinaus wurde er von dem Dirigenten Ferenc Fricsay als Bühnen- und Kostümbildner für die Aufführung von Herzog Blaubarts Burg im Theater des Westens (da die Deutsche Oper noch nicht wieder aufgebaut war) beauftragt.
Auch als freier Architekt hatte Wolff-Grohmann wieder Aufträge, oft infolge gewonnener Wettbewerbe, wie z. B. Wohnsiedlungen in Berlin-Spandau, Berlin-Lankwitz und Berlin-Charlottenburg. In diesen von Wolff-Grohmann geplanten Gebäuden entstanden bis Ende der 1950er Jahre rund 4.000 Wohnungen. Aus den übrigen Entwürfen ist der realisierte Gebäudekomplex aus Kino und Hotel für den damaligen französischen Sektor (L’Aiglon) besonders hervorhebenswert.
Außerdem übertrug man ihm Anfang der 1950er-Jahre die Verantwortung für die Restaurierung der stark zerstörten Schinkelschen Paulskirche in Gesundbrunnen. Weil zu dieser Zeit die Bauakten in die Sowjetunion ausgelagert waren und damit nicht verfügbar, orientierte sich die Arbeit von Wolff-Grohmann zwar an den Schinkelschen Ideen, jedoch mussten Teile der Decke und die gesamte Inneneinrichtung von ihm neu gestaltet werden. Die Fertigstellung zog sich vor allem wegen finanzieller Probleme über fünf Jahre hin.
In den Jahren 1965/1966 nahm er an einem Architekturwettbewerb für den Bau des Deutschen Archäologischen Instituts Istanbul teil. Sein Entwurf belegte den ersten Platz, wurde aber aufgrund eines von türkischer Seite verhängten allgemeinen Bauverbots für Institutsbauten nicht realisiert. 1971 wurde sein drittplatzierter Entwurf für den Bau der Deutschen Schule in Rom vom Auftraggeber angekauft.
1975 war seine Planung für das damals Kulturinstitut genannte Gebäude in Athen – heute Goethe-Institut – zweitplatziert. Da der prämierte Entwurf eines anderen Architekten wegen dessen plötzlichem Tod nicht umgesetzt werden konnte, übertrug die Bundesbaudirektion Wolff-Grohmann den Bau nach dem Siegerentwurf, es durften jedoch einige kleine Änderungen vorgenommen werden.
Für ein allgemeines Krankenpflegeheim in Berlin-Charlottenburg hatte Wolff-Grohmann in früheren Jahren bereits konkrete Pläne eingereicht. Nachdem der Berliner Senat das Gelände an die Jüdische Gemeinde verkauft hatte, erfolgten Umplanungen in Richtung eines jüdischen Altersheimes mit einer integrierten Synagoge, das 1981 nach seinem Entwurf gebaut wurde.

## Wettbewerbsprojekte (Auswahl)

### Entwürfe von Bauwerken
| - Rathaus (1920er-Jahre), - Hochhausvarianten am Bahnhof Friedrichstraße (1922) - Glas- und Porzellanladen für das Kaufhaus des Westens, 2. Preis - ein Kirchenbau (um 1928) - Geschäftshaus für die Firma Mannesmann in der Friedrichstraße (1930) - Nietzsche-Haus und Nietzsche-Museum (je 1930) - Olympisches Dorf (1935/1936) - Ausstellungshalle samt Innendekoration für die Post auf der Berliner Funkausstellung (1938), - Europa-Union in Frankfurt/Main (1947) - Lichtspieltheater in Bad Reichenhall (1949) - Warenhaus in Kiel (um 1950) - Altersheim im Tiergarten (1951) auf einem Areal zwischen Seydlitz-, Lehrter und Invalidenstraße - Gebäude für die Berliner Bank an der Hardenbergstraße (1951) in Berlin-Charlottenburg | - Büro- und Geschäftshaus für die Allianz-Versicherung auf einem Gelände Augsburger/Joachimsthaler Straße/Kurfürstendamm (ca. 1952); eine von zwei eingereichten Varianten wurde durch den Auslober angekauft. - eine evangelische Kirche (ca. 1952), als erste Überlegungen eines Neubaus anstelle der Paulskirche - Allianz-Versicherungsgebäude in Bremen (1953) - Vorstellungen für das Schöneberger Südgelände (1953) - Umgestaltung des U-Bahnhofs Nollendorfplatz (1954) (2. Preis) - Beethovenhalle in Bonn (1954) - evangelisches Paul-Schneider-Gemeindezentrum in Berlin-Lankwitz (1955/1956) - Wiederaufbaupläne der Deutschen Oper in Berlin (1955) - Museen in Berlin-Tiergarten - Erweiterungsbau für die Freie Universität in Berlin-Dahlem (1958) - Mietshäuser in Berlin-Westend (Badenallee) - Deutsches Archäologisches Institut in Istanbul (1965/1966) |

### Entwürfe von Denkmalen
- Nationaldenkmal für die Schlacht bei Tannenberg (1927)
- ein Krieger-Denkmal in Kiel, gemeinsam mit Rolf Szymanski (1953), (1. Preis)
- Denkmalanlage für Heinrich den Seefahrer in Sagres, Portugal (1955), gemeinsam mit dem Bildhauer Bernhard Heiliger (nicht angenommen)
- Ehrenmal für die Jüdische Gemeinde in Lemgo (1986), gemeinsame Arbeit mit dem Bildhauerehepaar Matschinsky-Denninghoff

## Bauten von Wolff-Grohmann (Auswahl)

### Berlin

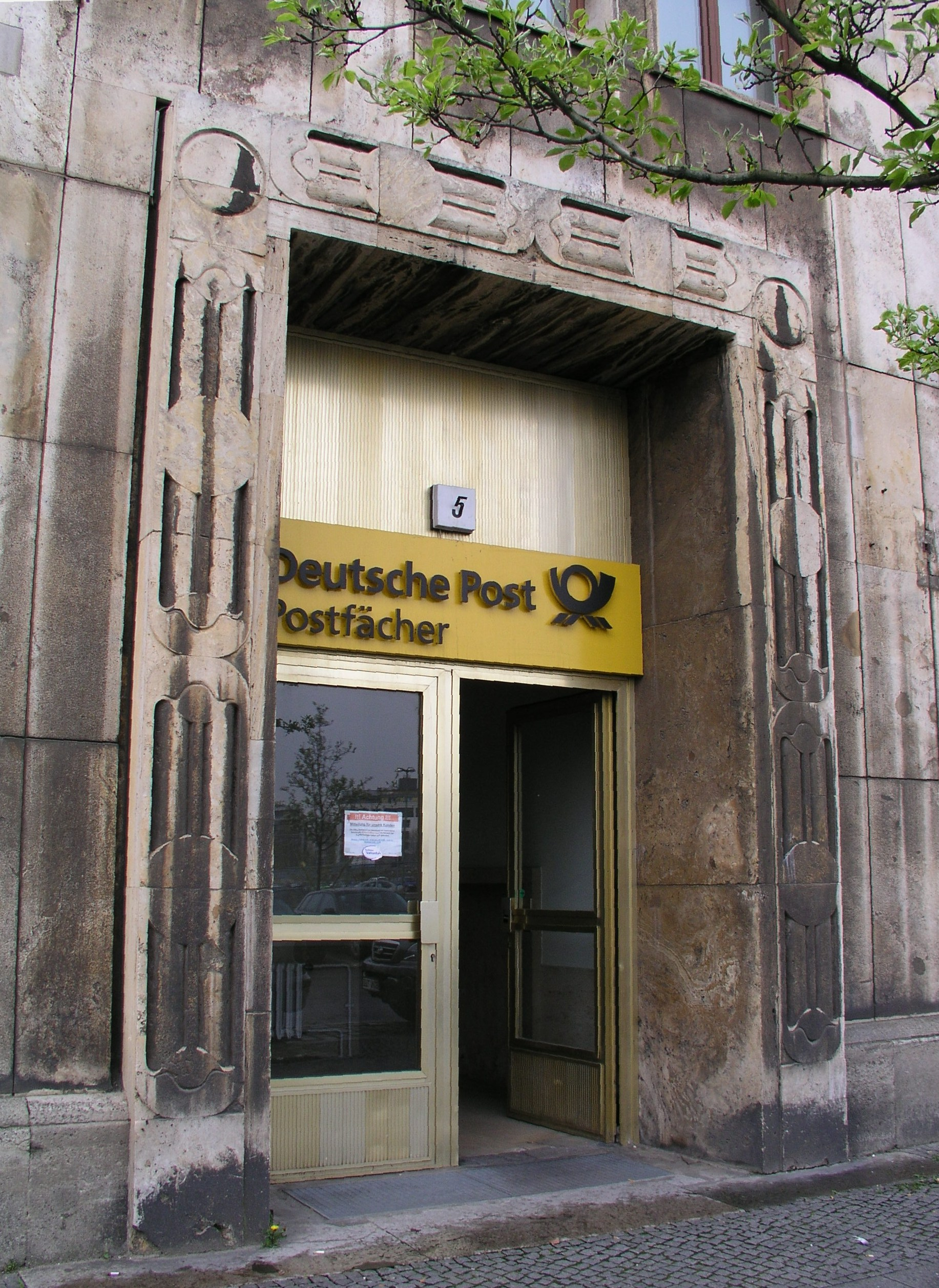
Haupteingang des Postamts in Berlin-Mitte

- Postamt in Berlin-Mitte, Straße Am Nordbahnhof, 1935–1938 fertiggestellt,
 auffälliges Detail sind große rechteckige Travertinplatten;
 Besonderheit: Wolff-Grohmann schuf auch den Entwurf zur Einladungskarte des Richtfestes,
- Verstärkeramt als Wohngebäude getarnt und ein Bunker in der Stallupöner Allee 19–23 (um 1934):
 Bauten mit allen Außendesigns (Fenster, Türen, Beleuchtung); diese Sendeanlage wurde nach 1945 noch weiterhin von der Post genutzt, irgendwann ging sie in das Eigentum der Stadt Berlin über. Nun nutzte der SFB diese Einrichtung und ebenfalls der Nachfolger rbb. Im Jahr 2006 wurde die Sendestation abgeschaltet. Die einige Jahre leerstehenden Gebäude (Fotos unter Commons) wurden 2012 zugunsten neuer Wohnbauten durch einen Privatinvestor abgerissen.

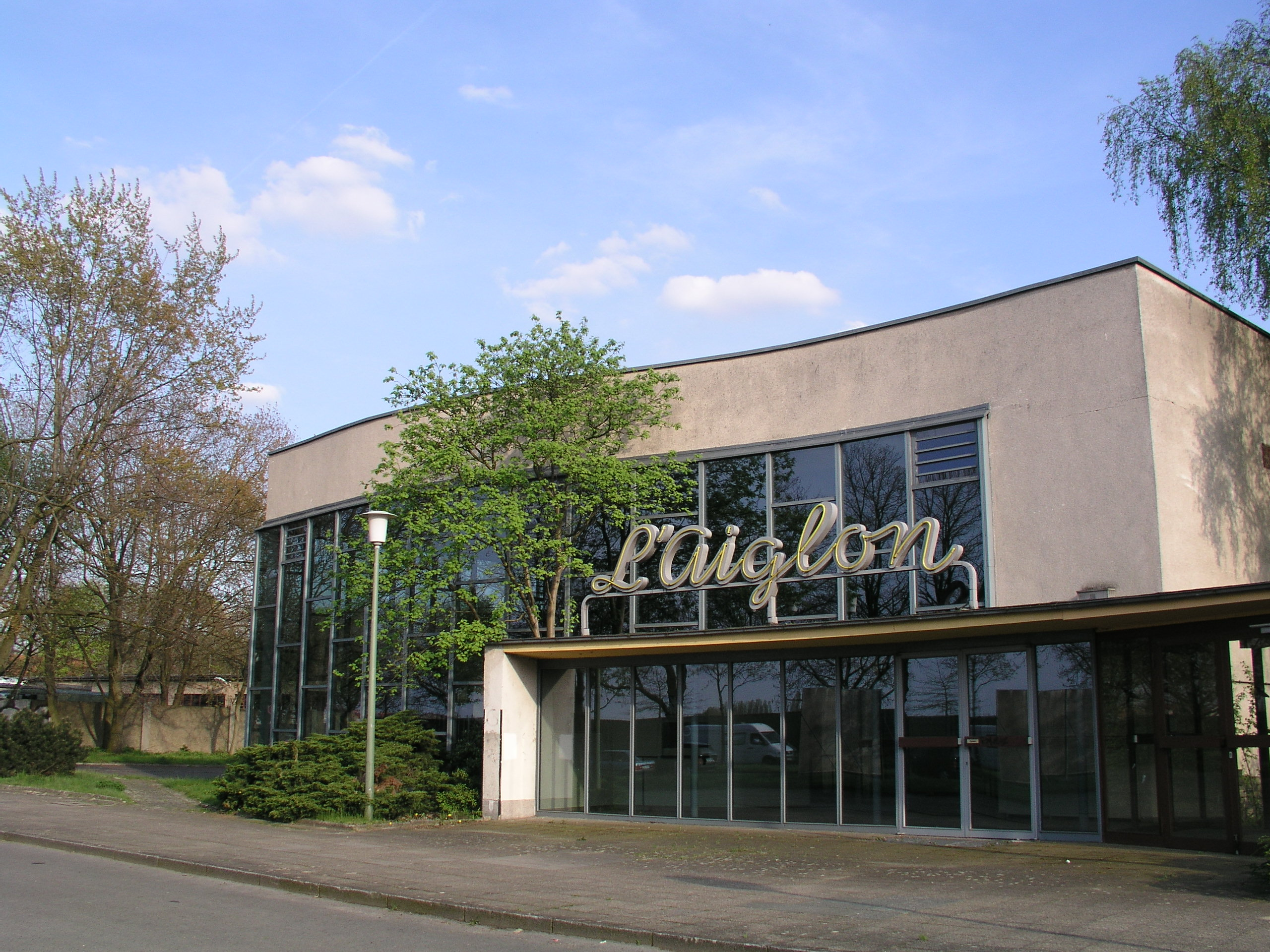
Das ehemalige Kino L’Aiglon

- L’Aiglon (französisch: „Adlerchen“; auch Spitzname von Napoléon) –
 ein U-förmiges Kino- und Hotelgebäude auf dem früheren Gelände der französischen Streitkräfte (heute: Julius-Leber-Kaserne) am Kurt-Schumacher-Damm 121,
 1953/1954 Neubau anstelle eines zerstörten Baukomplexes; bis 1993 in Betrieb. Von 1995 bis 2006 wurde der Kinoraum als Probensaal für das Heeresmusikkorps 400 (heute: Stabsmusikkorps der Bundeswehr) nach dessen Verlegung nach Berlin genutzt und in dieser Zeit auch denkmalgerecht rekonstruiert.[5][6]
- Wohnbauten in der Lepsiusstraße, Berlin-Steglitz (vor 1957)
- Schulgebäude für eine Gesamtschule in Berlin-Hermsdorf (1957)
- Wohnhäuser in der Gallwitzallee, Berlin-Lankwitz (1956–1958)
- Wohnhäuser am Hohenzollerndamm in Berlin-Wilmersdorf (vor 1959)
- Wohnbauten in der Motzstraße 47–49 (um 1961)
- Schulgebäude für eine Grundschule in Berlin-Lankwitz am Kefferbrinkweg (1962)
- Wohnhäuser Taldorfer Weg, Berlin-Wittenau (1962)
- Sporthalle Tegel in der Hatzfeldallee (1961–1963)
- Schwesternwohnheim in Berlin-Tempelhof auf dem Gelände des Wenckebach-Krankenhauses (1964)
- ein 18-geschossiges Hochhaus am Handjeryplatz (1962–1968)
- Siedlung Falkenberger Chaussee in Berlin-Spandau (1964)
- Wohnbauten für die französische Militäradministration in Berlin-Wedding, Londoner Straße (um 1967)
- Wohnungen im Amalienhof in Berlin-Staaken (1968)
- Wohnanlage für die Deutsche Bundespost Am Rupenhorn 7–8 (1973–1976), sogenannte Terrassenhäuser.

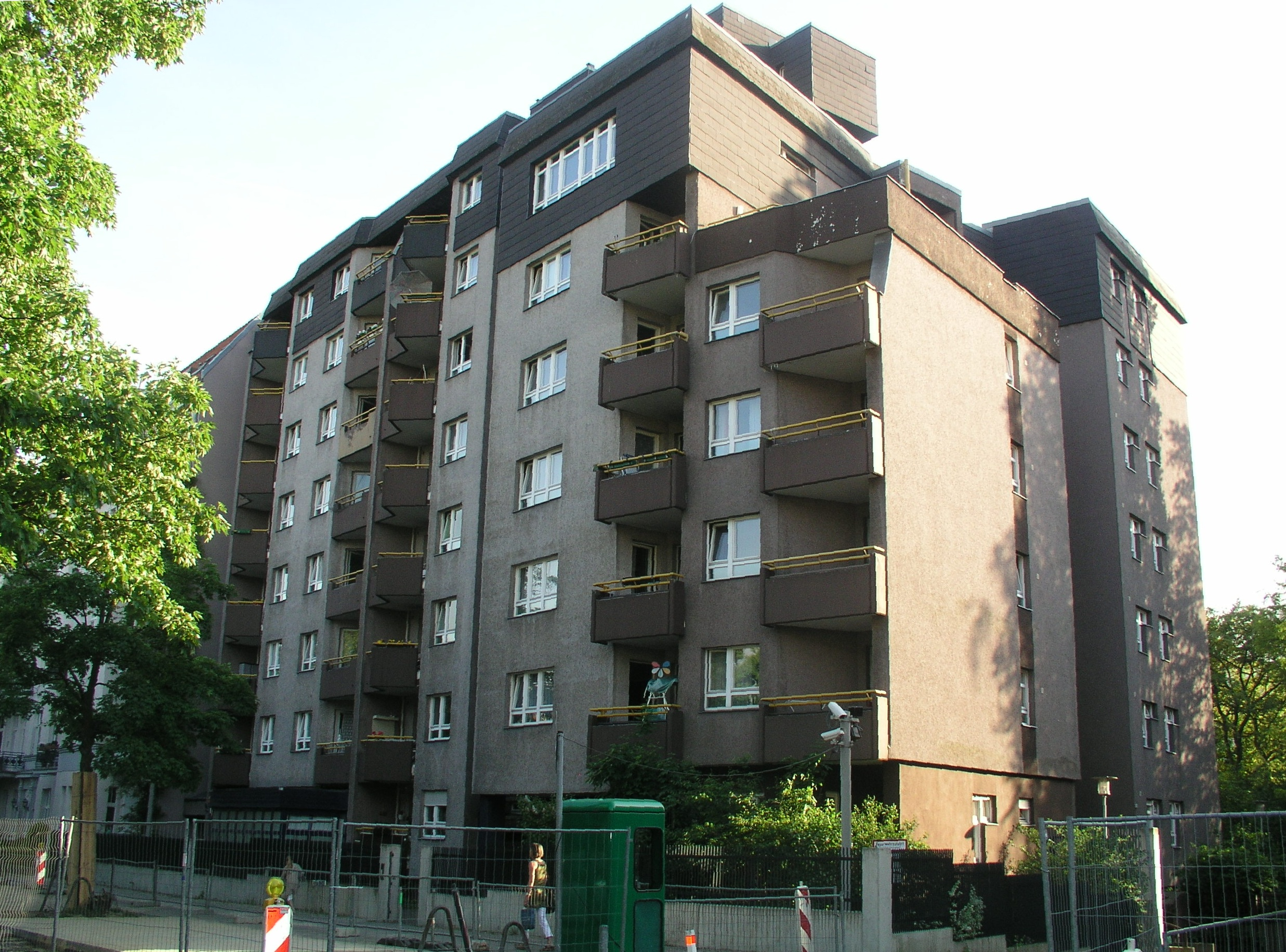
Jüdisches Altersheim mit Synagoge

- Jüdisches Altersheim (Leo-Baeck-Synagoge,) in Charlottenburg, Herbartstraße 26 (1980/1981).
 Für die Eingangshalle zur Synagoge im Erdgeschoss wurden sechs Säulen aus der zerstörten Synagoge eines Altersheims in der Iranischen Straße verwendet.[7]

### In Deutschland außerhalb von Berlin
- Postamt in Hamburg (1936–1938)
- Juwelierladen in Garmisch-Partenkirchen (1947)

### Ausland
- Goethe-Institut in Athen (1975)

## Arbeiten außerhalb der Architektur (Auswahl)

### Designentwürfe
- Innenarchitektur für eine Privatwohnung in Berlin-Charlottenburg (Anfang 1920er-Jahre)
- Sessel, Decken- und Wandleuchtstofflampen für einige Berliner Architekten (1924 bis 1930)
- Stahlsessel und Stahltisch für Thonet (je 1930)
- Bowlenschale, Sektkühler (1930)
- für die Werkzeug-Maschinen-Fabrik (WMF) (1930)
- Innenraum-Umgestaltung des Theaters am Nollendorfplatz (1955)
- farbige Fassadengestaltungen (Grenander-Allee, Wohnhaus am Kottbusser Tor, Bismarckstraße, Rückertstraße, Gitschiner Straße; 1974 bis 1983), größtenteils umgesetzt.

### Bühnenentwürfe
Nach eigener Darstellung fertigte Wolff-Grohmann an die 200 Bühnenentwürfe, darunter
- in Bayern für Opern, Ballett und Schauspiel (1945 bis 1949), ehrenamtlich
- für Maria Stuart von Friedrich Schiller (1947)
- in Berlin für Ritter Blaubarts Burg (1951)

### Malerei

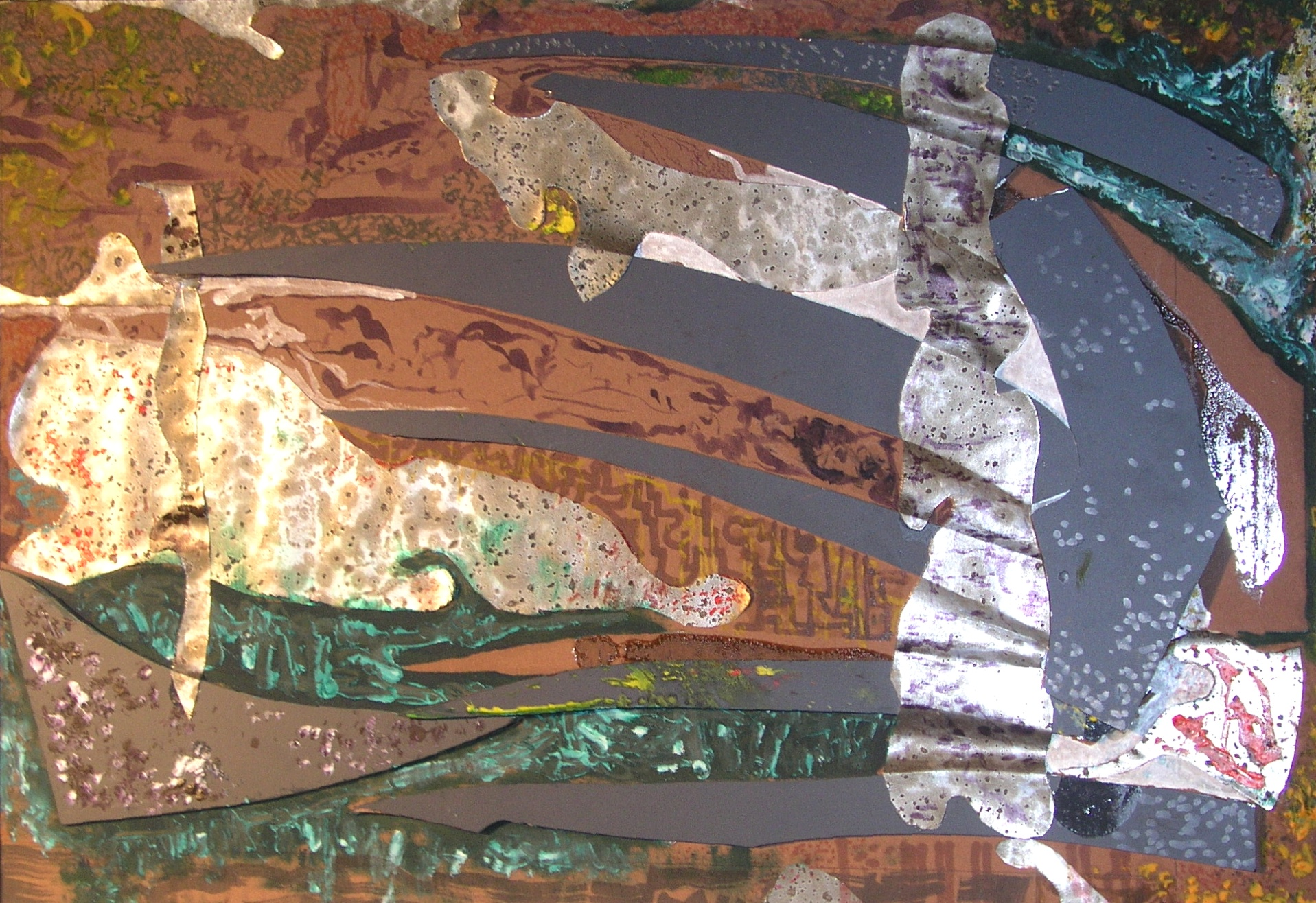
Abstrakt –
Hommage für Rolf Nesch;
Hans Wolff-Grohmann, 1985

Der Künstler Wolff-Grohmann begann nach seinen frühen Landschaftserfahrungen und Reiseeindrücken auch Bilder zu malen. Durch seinen Aufenthalt im Haus des Malers Rolf Cavael in Garmisch-Partenkirchen wurde er zu eigenen abstrakten Malereien angeregt. Es entstanden fast 100 Arbeiten, unter anderem:
- Föhn über blauen Bergen
- Zeitgeist
- freundliche Stetigkeit
- mehrere Abstraktionen

## Weitere Arbeiten (Auswahl)
- Entwurf für einen Privatflugplatz am Genfersee in der Schweiz (1951)

## Ausstellungen und Ehrungen
Das Kunstamt Charlottenburg organisierte im Juli 1951 eine erste Ausstellung mit dem Titel Hans Wolff-Grohmann, Architekt, Maler, Bühnenbildner.
Die umfangreichen architektonischen Arbeiten von Wolff-Grohmann (und Gerhard Siegmann) wurden im Sommer 1999 in einer Ausstellung im Berliner Kulturforum gewürdigt, die dann im gleichen Herbst im Wissenschaftszentrum in Bonn gezeigt wurde.
Den 95. Geburtstag feierte Hans Wolff-Grohmann mit Familienangehörigen und zahlreichen Freunden in Berlin und in Salzburg.
Im Jahre 2003 wurde aus Anlass des 100. Geburtstages des Architekten in einer Ausstellung in der Galerie Romstedt in Potsdam ein großer Teil der Werke von Hans Wolff-Grohmann in Fotos und Modellen gezeigt.

## Sonstiges
Die Malereien, Fotos, Projektentwürfe und Modelle des Lebenswerks von Wolff-Grohmann wurden überwiegend noch zu seinen Lebzeiten in verschiedene Kunsteinrichtungen gegeben, und zwar in das Märkische Museum, Bauhaus-Archiv Berlin, Landesarchiv Berlin, Kunstbibliothek der Staatlichen Museen zu Berlin, Stiftung Stadtmuseum, Berlinische Galerie (Bilder).